# Tacos de salida

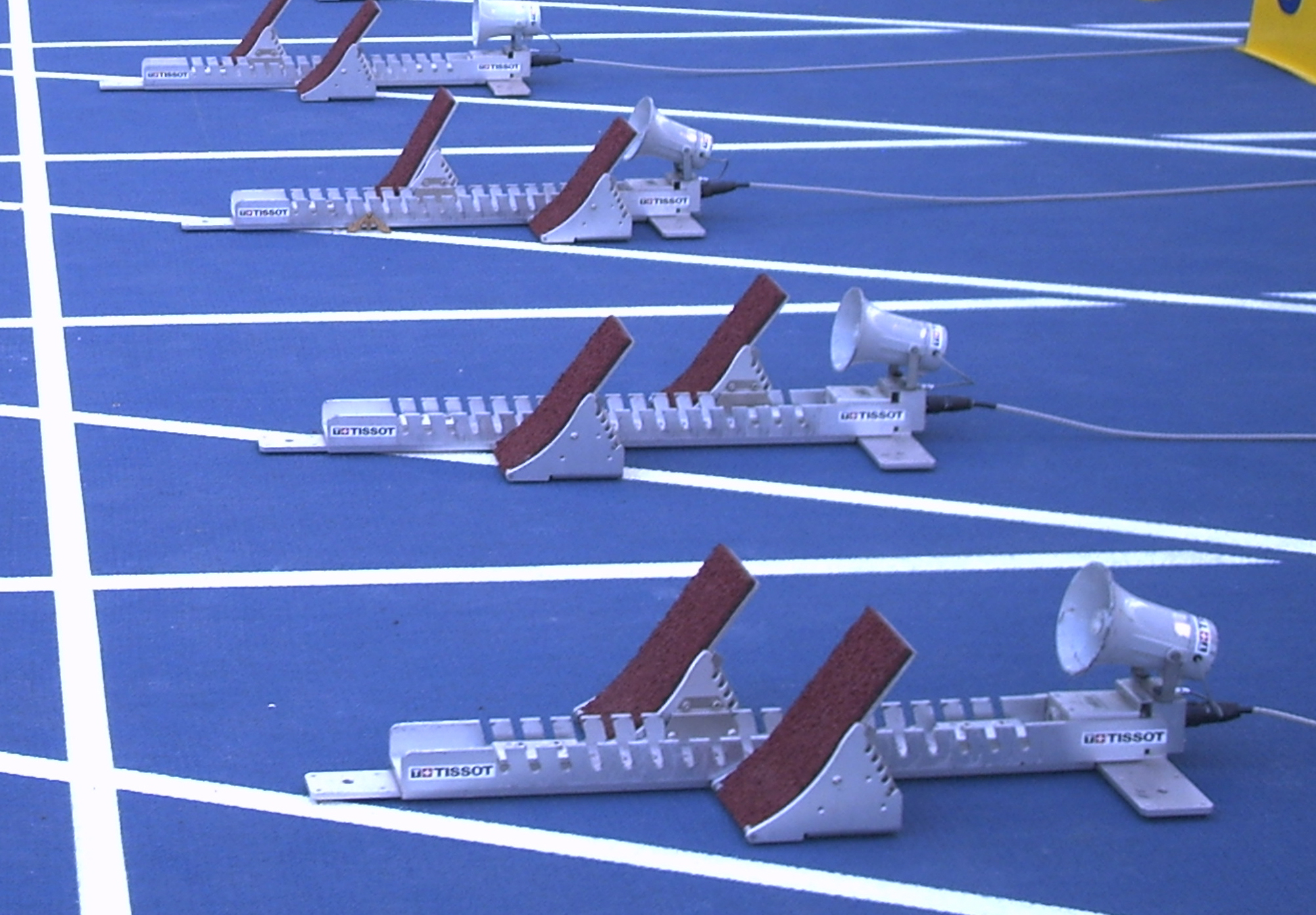
Tacos de salida sensibles a la presión con altavoces. Un sensor de presión detectará una salida anticipada y los altavoces proporcionarán a los corredores el sonido del pistoletazo de salida, todo al mismo tiempo.

Los tacos de salida o bloques de salida son un dispositivo utilizado en atletismo por atletas participantes en carreras de velocidad para apoyar los pies en el inicio de una prueba y evitar que resbalen al dar la zancada inicial tras sonar el pistoletazo de salida. Los tacos también permiten a los velocistas adoptar una postura de salida más eficaz y precargar isométricamente sus músculos de mejor forma. Esta técnica permite una arrancada con más fuerza y aumenta la capacidad general de velocidad de sprint.
En la mayoría de los niveles de competición, incluida toda la competición internacional de alto nivel, los tacos de salida son un equipamiento obligatorio para la salida de las carreras de velocidad. Su invención se atribuye al australiano Charlie Booth y a su padre en 1929. Antes de esto, los corredores cavaban agujeros en la pista de tierra. Al comienzo de las carreras se proporcionaban paletas. Este sistema no era el más consistente ni el más estable. También era destructivo para la superficie de la pista, ya que había que tapar los agujeros para los siguientes corredores. Cuando George Simpson se convirtió en la primera persona en correr en 9,4 segundos las 100 yardas en 1930, su récord fue anulado porque utilizó tacos de salida.
La madera fue el primer material utilizado, y algunas pistas tenían tacos de salida de madera colocados permanentemente como estructuras integradas en la línea de salida. Los tacos portátiles se sujetaban con largos clavos metálicos que debían clavarse en el suelo. Estos dispositivos evolucionaron hasta convertirse en metálicos. Los tacos comunes de la década de 1960 eran pesados y se ajustaban mediante tornillos que a menudo se rompían o se estropeaban. Los más ligeros se fabricaban con chapa metálica. El innovador diseño de Nick Newton utiliza aluminio fundido.
Las superficies de goma de las nuevas pistas de atletismo para todo tipo de climas, que se hicieron comunes a partir de la década de 1970, hacían que los antiguos tacos de salida fueran aún menos seguros. Las pistas de Tartán dejaban largos agujeros para sujetar los tacos, pero la mayoría de las pistas actuales requieren que los tacos se sujeten con pequeños clavos similares a los que se usan en el calzado. El deslizamiento de los tacos era tan frecuente que el reglamento permite anular la salida de una carrera sin señalar una salida falsa contra un atleta cuyos tacos se hayan deslizado. En algunos contextos del atletismo aficionado, dado que el deslizamiento de los tacos es mucho más común debido a la menor calidad del material de la superficie de la pista o a la calidad de los clavos de los tacos de salida, es una práctica comúnmente aceptada permitir que otra persona (normalmente un compañero de equipo) se siente en el suelo detrás de los tacos de salida y coloque sus pies detrás de cada taco, utilizando la fuerza de sus piernas para reducir aún más la posibilidad de que los tacos se deslicen hacia atrás cuando el corredor inicie la carrera.
Por lo general, la mayoría de las carreras de hasta 400 metros permiten a los atletas utilizar tacos de salida. La mayoría de los corredores de los 800 metros de los Juegos Olímpicos de Melbourne 1956 utilizaron tacos de salida en una prueba que se celebró mediante una salida en cascada (es decir, escalonada).
Los tacos modernos, que se utilizan en la actualidad para homologar récords mundiales, deben tener sensores que detecten la presión del atleta y puedan utilizarse para cronometrar su reacción al pistoletazo de salida. Los atletas que reaccionan más rápido que el intervalo de una décima de segundo pueden ser acusados de salida falsa y ver su carrera anulada.